# موسوعة وقاموس ميلر كين للطب والتمريض ومجالات الصحة
إن كتاب موسوعة وقاموس ميلر كين للطب والتمريض ومجالات الصحة (بالإنجليزية: Miller-Keane Encyclopedia & Dictionary of Medicine, Nursing, and Allied Health)‏ مكتوب بأسلوب موجه للطلبة ومقدمي الرعاية الصحية والذين يشملون الممرضين والتقنيين الطبيين والعلوم الصحية الساندة.
المدخلات مرتبة أبجديا وقد جمعت بالتعاون مع تخصصات مختلفة. ويوجد في القاموس مخططات ورسوم توضيحية وجداول ابتداء من الطبعة السادسة. الطبعة الأخيرة هي السابعة، وتحتوي على أكثر من 40,000 مصطلح وقد نشرت في عام 2005.